# Ctenota
Ctenota är ett släkte av tvåvingar. Ctenota ingår i familjen rovflugor.

## Arter inomCtenota[1]
- Ctenota armeniaca
- Ctenota asiatica
- Ctenota brunnea
- Ctenota coerulea
- Ctenota efflatouni
- Ctenota halophila
- Ctenota molitrix
- Ctenota ruficornis